# A keltetés
A keltetés (eredeti cím: Pahanhautoja) 2022-es finn horrorfilm, amelynek rendezője Hanna Bergholm, forgatókönyvírója Ilja Rautsi. A főszerepet Siiri Solalinna, Sophia Heikkilä, Jani Volanen, Reino Nordin és Saija Lentonen játssza.
2022. január 23-án mutatták be a 2022-es Sundance Filmfesztiválon, a mozikban és a streamingszolgáltatóknál pedig 2022. április 29-én jelent meg.

## Rövid történet
Egy fiatal tornász, aki kétségbeesetten próbál megfelelni igényes édesanyjának, különös tojást fedez fel. Elrejti és melegen tartja, de amikor kikel a tojás, mindannyiukat megdöbbenti, ami előbújik belőle.

## Cselekmény
Adott egy átlagos család, ahol az anya áll a középpontban. Mindent felügyel, mindenről tud, és mindenkit irányít. De nem boldog, ezért egy másik férfival folytat viszonyt. A lánya, Tinja ezt meglátja, de az anyja szépen nyugodtan elmondja neki, hogy nem tud mit csinálni, mert csak így lehet boldog. Tinja tornázni jár, az anyja azt várja el tőle, hogy ő legyen a legjobb, a közelgő versenyt is meg kell nyernie, másra nem is koncentrálhat, pedig a lány szeretne néha egy kicsit lazulni. Tinja az erdőben talál egy tojást, amit hazavisz a szobájába. A tojásból aztán kikel egy élőlény, aki nem hasonlít semmilyen eddig látott állatra sem. Tinja megtartja őt, Alli-nak nevezi, de senkinek sem árulja el, hogy van egy új házi kedvence. Alli elég agresszív, gyilkol is, de embert eddig még nem bántott. Aztán durván bántalmazza Tinja tornász vetélytársát, kiderül, Tinja és Alli valahogy összekapcsolódott, amit az egyikük lát és csinál, azt a másikuk is érzi, ha az egyikük fájdalmat érez, akkor a másikuk is. Ezenkívül Alli külsőre teljesen olyan lett, mint Tinja, ezért nem lehet őket megkülönböztetni. Aztán Alli baltával meg akar ölni egy kisgyereket, de Tinja ezt megakadályozza, viszont azt hiszik, hogy ő a bűnös. Ezután otthon kiderül, hogy Alli is a házban lakik, Tinjának pedig mostanra elege lett Alli viselkedéséből, ezért ő és az anyja meg akarja ölni Alli-t. Keresni kezdik a házban, megtalálják, az anya egy nagy késsel le akarja szúrni, de Tinjában felébred a bűntudat, még mindig a kis kedvencének tartja Alli-t, ezért megvédi őt, így véletlenül az anyja Tinját szúrja le, aki belehal a sérüléseibe. A nagy sírás-rívás közepette Alli azt mondja, hogy anya, Tinja anyja pedig elgondolkodik, mert Alli ugyanúgy néz ki, mint Tinja…

## Szereplők
| Szerep       | Színész         | Magyar hang            |
| ------------ | --------------- | ---------------------- |
| Tinja / Alli | Siiri Solalinna | Károlyi Lili           |
| Anya         | Sophia Heikkilä | Zsigmond Tamara        |
| Apa          | Jani Volanen    | Czvetkó Sándor         |
| Tero         | Reino Nordin    | Horváth-Töreki Gergely |
| Matias       | Oiva Ollila     | Rostás Ábel            |
| edző         | Saija Lentonen  | Hámori Eszter          |
| Reetta       | Ida Määttänen   | Bak Julianna           |

## A film készítése
Hanna Bergholm rendező 2018 környékén kezdte meg a szereplőválogatást. Tinja szerepének kiválasztása kihívást jelentett, mivel a színésznek egyszerre kellett Tinját és a szörnyeteget, Alli-t is alakítania.
A forgatás 2019 júliusában kezdődött.
A lényt egy animatronikus bábu jelenítette meg, amelyet Gustav Hoegen vezető animatronikus tervező és csapata készített. Ahogy a szörny kifejlődik, a bábut más-más előadóművészek játsszák. A speciális effekteket az Oscar-díjra jelölt Conor O'Sullivan effektművész tervezte.

## Bemutató
2020 júniusában az IFC Midnight megszerezte a forgalmazási jogokat. A terv az volt, hogy a filmet először egy nagy nemzetközi fesztiválon mutatják be 2022-ben, majd a mozikban és a VOD-platformokon. A 2022-es Sundance Filmfesztiválon mutatták be 2022. január 23-án.
Az előzetes 2021 februárjában jelent meg.
A film 2022. április 29-én korlátozott számban került a mozikba, majd egy héttel később, május 6-án a streaming oldalakon is megjelent.

## Fogadtatás
A Rotten Tomatoes weboldalon 91%-ot ért el 103 kritika alapján, és 7.20 pontot szerzett a tízből.